# SoftBank 831SH
SoftBank 831SH （ソフトバンク はち さん いち エス エイチ） は、シャープが開発し、ソフトバンクモバイルが販売するW-CDMA通信方式の携帯電話端末である。ここでは、ハローキティとのコラボレーションモデル、SoftBank 831SH KT (ソフトバンク はち さん いち エス エイチ　ケイ ティー） と、派生モデルのGENT SoftBank 831SHs(ジェント ソフトバンク はち さん いち エス エイチ エス）についても述べる。

## 主な機能・サービス
- Bluetooth非対応

| 主な対応サービス                      | 主な対応サービス                        | 主な対応サービス                      |
| ------------------------------------- | --------------------------------------- | ------------------------------------- |
| S!一斉トーク                          | S!ともだち状況                          | Yahoo!mocoa                           |
| S!ループ                              | S!タウン                                | S!速報ニュース （おためしコンテンツ） |
| S!情報チャンネル （3Gお天気アイコン） | S!FeliCa (Faver 2.0)                    | PCサイトブラウザ （RSS)               |
| 電子コミック                          | S!アプリ （メガアプリ）                 | 着うたフル／着うた                    |
| デコレメール （マイ絵文字）           | S!電話帳バックアップ                    | PCメール                              |
| コンテンツおすすめメール              | TVコール                                | 世界対応ケータイ (W-CDMA+GSM)         |
| S!GPSナビ                             | デルモジ表示 （アニメビュー）           | ワンセグ                              |
| 3Gハイスピード                        | S!おなじみ操作                          | ダブルナンバー                        |
| 着デコ                                | きせかえアレンジ （カスタムスクリーン） | S!ミュージックコネクト                |
| 安心遠隔ロック                        | モバイルウィジェット                    | 大容量ファイル添付機能                |

## 特徴
ソフトバンクの2009年春モデルのミドルレンジを担う、シャープの折りたたみ端末である。820SH、821SH、824SHの後継機であり、「ワンランク上のスタンダードケータイ」と銘打っている。LCD側ケースにはクリアパネルが配され、透明感が際立つデザインとなっているほか、センターキーにはスピン加工が施され、さりげない高級感を演出している。なお、防水性能は有していない。
メインディスプレイには3.0インチのワイドQVGA NewモバイルASV液晶を搭載。高演色バックライトにより、NTSC比120％という高い色再現性を誇る。サブディスプレイには、従来モデルと同様に白色有機ELが用いられている。大型なメインディスプレイを搭載しつつも幅寸法は49mmに抑えられ、109グラムという軽さも相まって、持ちやすくコンパクトな端末に仕上がっている。812SH・830SHに引き続き、キーパッド部に「アークリッジキー」を採用、キーの押しやすさとクリック感を重視した。また、シャープの9xxシリーズ端末で採用した「辞書キー」が好評だったため、当機種にも採用された。
シャープの9xxシリーズ以外の端末では、初めてモバイルウィジェットに対応した。また、電池残量アイコンの内容が拡充され、従来の目盛りによる表示に加え、残量のパーセント表示、残り使用可能時間の表示ができる。その他、最近のシャープ製端末に共通することであるが、ショートカット機能を使ったキーパッドへの機能の割り当てにおいて、0キーにも機能を割り当てることができるようになった。一方、待受画面での0から9の長押し操作からショートカットを呼び出すことは出来なくなっている（電話帳のインクリメンタルサーチ画面に遷移する）。
SoftBank 831SH KTは、サンリオハローキティ35周年記念のコラボレーションモデルで、ソフトバンクでは、707SCスワロフスキー・クリスタルバージョン、815Tのベースモデルに続く第3弾めとなるコラボ端末である。
また、専用製品パッケージや専用内蔵コンテンツなどが用意されている。
GENT SoftBank 831SHsは、シニア層を含めた客層をターゲットにした“GENT”シリーズの端末で、2009年夏モデルで追加された830SHsの後継機である。大きめの文字表示、専用メニューを設けているほか、UMTS850/1900MHzおよびGSMクワッドバンドに対応させている。

## 歴史
- 2009年1月29日 - ソフトバンクモバイルから、831SHと831SH KT発表。
- 2009年2月13日 - 831SH発売。
- 2009年3月20日 - 831SH KT発売。
- 2009年5月19日 - 831SHsが発表され、即日発売開始。

## 不具合
ソフトウェア更新で以下の不具合が修正されている。
- 2009年4月23日 - Yahoo!ケータイおよびPCサイトブラウザの画面メモを登録した場合、データが上書き保存される事象(831SH)
- 2009年4月23日 - 「サーバーメール操作」のメールリストまたメール全受信を複数回行うと、メール送受信および下書き保存できなくなる事象(831SH)・(831SHs)
- 2010年5月31日 - S！アプリ待受設定と簡易留守録設定を同時に有効にすると、着信時に着信音やバイブが鳴動しなくなる事象(831SH)